# Cámara Peruana del Libro
La Cámara Peruana del Libro es un consorcio cultural sin ánimo de lucro con sede en la ciudad de Lima, conformado por el gremio editorial del país, librerías y distribuidoras, fondos editoriales, clubes de lectura, y asociaciones culturales en general, que suman más de 150 socios.

## Historia y objetivos
La CPL fue fundada el 13 de junio de 1946 y su primer presidente fue Federico Field Storace. Sus objetivos principales son el incentivo de la actividad editorial, la promoción de la lectura, la organización de las distintas ferias del libro en el territorio peruano y la participación de delegaciones peruanas en las ferias del libro del extranjero en colaboración con el Ministerio de Cultura. Entre sus logros destaca la creación de la ley 31053, en favor del fomento a la lectura. Gracias a ello, la edición y comercialización de libros gozan de exoneración fiscal. Al mismo tiempo, la CPL lucha contra la piratería editorial, práctica extendida en el país.

## Alianzas
La CPL mantiene lazos con organizaciones afines en la región. Merece mención especial el trabajo con Editoriales Universitarias y Académicas, en alianza con Asociación de Editoriales Universitarias de América Latina y el Caribe. Otras asociaciones no menos importantes son con el Centro Regional para el Fomento del Libro en América Latina y el Caribe, el Grupo Iberoamericano de Editores, y la International Publishers Association.

## Organización
El consejo directivo del periodo 2024-2026 está presidido por Ricardo Muguerza, representante de la distribuidora Ordecupe. Los demás integrantes de este consejo (vicepresidente, secretario, tesoreros) son delegados de editoriales peruanas.
El consejo consultivo de la CPL lo integran Fernando Villarán, Armando Benites, Augusto Ortiz de Zevallos, Gustavo Rodríguez, Giovanna Pollarolo, Alonso Cueto, Jorge Eslava, Marco Martos, Miguel Giusti. Son socios honorarios Elvira De la Puente, Alfredo Bryce Echenique y Alonso Cueto.

## Premio de Novela Breve
La Cámara Peruana del Libro organiza desde 2009 un concurso de nouvelle dotado con 20.000 soles, cuyos ganadores son publicados por alguna de las editoriales asociadas. La entrega del premio pecuniario se realiza en la Feria Internacional del Libro de Lima, en tanto que la presentación de la obra editada tiene lugar en la Feria del Libro Ricardo Palma, del distrito de Miraflores, ambas organizadas por la CPL.
| Año  | Ganador               | Obra                                 | Editorial                  |
| ---- | --------------------- | ------------------------------------ | -------------------------- |
| 2009 | Selenco Vega          | Segunda persona                      | Mesa Redonda               |
| 2010 | Rosario Cardeña       | El amante                            | Fondo Editorial de la UIGV |
| 2011 | Irma del Águila       | El hombre que hablaba del cielo      | Planeta                    |
| 2012 | Alejandro Neyra       | CIA Perú, 1985. Una novela de espías | Estruendomudo              |
| 2013 | Samuel Cavero         | Historia de un nombre                | Planeta                    |
| 2014 | Augusto Higa          | Saber matar, saber morir             | Caja Negra                 |
| 2015 | José Luis Villanueva  | El fuego en la niebla                | San Marcos                 |
| 2016 | Miguel Sánchez Flores | Secta Pancho Fierro                  | Planeta                    |
| 2017 | Jorge Monteza         | El viaje de las nubes negras         | Planeta                    |
| 2018 | Desierto              | Desierto                             | Desierto                   |
| 2023 | Carlos Rengifo        | El color de los sentidos             | Altazor                    |